# Colisão aérea no Rio de Janeiro em 1960
A colisão aérea no Rio de Janeiro em 1960 foi uma colisão aérea entre duas aeronaves na Baía de Guanabara, no Rio de Janeiro, em 25 de fevereiro de 1960. Um Douglas R6D-1 da Marinha dos Estados Unidos estava voando do Aeroporto de Ezeiza, Buenos Aires, Argentina, para a Base Aérea do Galeão quando colidiu perto do Pão de Açúcar, um Douglas DC-3 da Real Transportes Aéreos, prefixo PP-AXD, operando o Voo Real Transportes Aéreos 751, do Aeroporto de Campos dos Goytacazes no Espírito Santo, para o Aeroporto Santos Dumont. A colisão ocorreu às 16:10 em uma altitude de 1 600 metros (5.249 pés).
A aeronave da Marinha Americana estava transportando membros da Banda da Marinha dos Estados Unidos ao Brasil para se apresentar em uma recepção diplomática com a presença do presidente dos Estados Unidos, Dwight D. Eisenhower. Dos 38 ocupantes da aeronave americana, 3 sobreviveram. Todos os 26 passageiros e tripulação da aeronave brasileira morreram. As prováveis causas do acidente são disputadas, mas incluem erro humano, tanto no ar como no solo, e equipamento defeituoso.